# Liste der Hersteller von Solid-State-Laufwerken
Dies ist die Liste der Hersteller von Solid-State-Drive (SSD) für Computer und andere elektronische Geräte, die Datenspeicher benötigen. In der Liste sind diejenigen Hersteller aufgeführt, die auch Festplattenlaufwerke oder Flash-Speicher herstellen. Außerdem ist der in den Solid-State-Laufwerken verwendete Speichertyp angegeben. Diese Liste enthält keine Hersteller, die nur eine Komponente der SSD herstellen, wie etwa die Flash Memory Controller.
| Name                                   | Standort in                   | Fertigt Hard Disk Drives                                                  | Fertigt Flash Memory Controller                                                         | Fertigt Flash-Memory | Fertigt Flash-basierte SSDs                                                       | Fertigt RAM-basierte SSDs |
| -------------------------------------- | ----------------------------- | ------------------------------------------------------------------------- | --------------------------------------------------------------------------------------- | --- | --------------------------------------------------------------------------------- | ------------------------- |
| ADATA                                  | Taiwan                        | Nein                                                                      | Nein                                                                                    | Nein | Ja                                                                                | Nein                      |
| Apacer                                 | Taiwan                        | Nein                                                                      | Nein                                                                                    | Nein | Ja                                                                                | Nein                      |
| ASUS                                   | Taiwan                        | Nein                                                                      | Nein                                                                                    | Nein | Ja                                                                                | Nein                      |
| ATP Electronics                        | Taiwan                        | Nein                                                                      | Nein                                                                                    | Nein | Ja                                                                                | Nein                      |
| Corsair                                | Vereinigte Staaten            | Nein                                                                      | Nein                                                                                    | Nein | Ja                                                                                | Nein                      |
| Crucial (siehe Micron)                 | Vereinigte Staaten            | Nein                                                                      | Nein                                                                                    | Nein | nur Markenname von SSDs, Hersteller siehe Micron                                  | Nein                      |
| Dataram                                | Vereinigte Staaten            | Nein                                                                      | Nein                                                                                    | Nein | Ja                                                                                | Nein                      |
| Dell                                   | Vereinigte Staaten            | Nein                                                                      | Ja                                                                                      | Ja | Ja                                                                                | Nein                      |
| Edge Tech Corp                         | Vereinigte Staaten            | Nein                                                                      | Nein                                                                                    | Nein | Ja                                                                                | Nein                      |
| Fusion-io                              | Vereinigte Staaten            | Nein                                                                      | Ehemals                                                                                 | Früher durch Flash Forward. ein Joint Venture im Besitz von Kioxia und der Muttergesellschaft von Fusion-IO, SanDisk      | Ehemals                                                                           | Nein                      |
| G.Skill                                | Taiwan                        | Nein                                                                      | Nein                                                                                    | Nein | Ja                                                                                | Nein                      |
| Gigabyte Technology                    | Taiwan                        | Nein                                                                      | Nein                                                                                    | Nein | Ja                                                                                | Nein                      |
| Greenliant Systems                     | Vereinigte Staaten            | Nein                                                                      | Nein                                                                                    | Nein | Ja                                                                                | Nein                      |
| GS Nanotech                            | Russland                      | Nein                                                                      | Nein                                                                                    | Nein | Ja                                                                                | Nein                      |
| Hikvision                              | China                         | Nein                                                                      | Nein                                                                                    | Nein | Ja                                                                                | Nein                      |
| HGST (owned by Western Digital)        | Vereinigte Staaten und Japan  | Ehemals, aber jetzt in der Muttergesellschaft Western Digital aufgegangen | Nein                                                                                    | Früher durch Flash Forward, ein Joint Venture zwischen Toshiba (jetzt Kioxia) und seiner damaligen Schwesterfirma SanDisk | Ehemals, aber jetzt in der Muttergesellschaft Western Digital aufgegangen         | Nein                      |
| HyperOs Systems                        | England                       | Nein                                                                      | Nein                                                                                    | Nein | Nein                                                                              | Ja                        |
| Imation                                | Vereinigte Staaten            | Nein                                                                      | Nein                                                                                    | Nein | Ehemals, aber dieses Unternehmen hat sich aus dem Speichergeschäft zurückgezogen. | Nein                      |
| Innodisk                               | Taiwan                        | Nein                                                                      | Nein                                                                                    | Nein | Ja                                                                                | Nein                      |
| Intel                                  | Vereinigte Staaten            | Nein                                                                      | Ja                                                                                      | Ja | Ja                                                                                | Nein                      |
| Kaminario                              | Vereinigte Staaten            | Nein                                                                      | Nein                                                                                    | Nein | Ja                                                                                | Ja                        |
| Kingston Technology                    | Vereinigte Staaten            | Nein                                                                      | Ja                                                                                      | Ja | Ja                                                                                | Nein                      |
| Kioxia                                 | Japan                         | Nein                                                                      | Ja                                                                                      | Ja | Ja                                                                                | Nein                      |
| Lexar                                  | Vereinigte Staaten und China  | Nein                                                                      | Nein                                                                                    | Nein | Ja                                                                                | Nein                      |
| Lite-On                                | Taiwan                        | Nein                                                                      | Nein                                                                                    | Nein | Früher, jetzt eine Marke von Kioxia                                               | Nein                      |
| LSI Corporation                        | Vereinigte Staaten            | Nein                                                                      | Früher über die Tochtergesellschaft SandForce, aber SandForce wurde an Seagate verkauft | Nein | LSI verkaufte sein Nytro SSD-Geschäft an Seagate                                  | Nein                      |
| Memoright                              | Taiwan                        | Nein                                                                      | Nein                                                                                    | Nein | Ja                                                                                | Nein                      |
| Micro Center                           | Vereinigte Staaten            | Nein                                                                      | Nein                                                                                    | Nein | Ehemals                                                                           | Nein                      |
| Micron Technology (Crucial)            | Vereinigte Staaten            | Nein                                                                      | Ja                                                                                      | Ja | Ja (Markenname: Crucial)                                                          | Nein                      |
| Microsemi                              | Vereinigte Staaten            | Nein                                                                      | Nein                                                                                    | Nein | Ja                                                                                | Nein                      |
| Mushkin                                | Vereinigte Staaten            | Nein                                                                      | Nein                                                                                    | Nein | Ja                                                                                | Nein                      |
| Netac Technology                       | China                         | Nein                                                                      | Nein                                                                                    | Nein | Ja                                                                                | Ja                        |
| Netlist                                | Vereinigte Staaten            | Nein                                                                      | Nein                                                                                    | Nein | Ja                                                                                | Nein                      |
| OCZ                                    | Vereinigte Staaten            | Nein                                                                      | Eine Marke von Kioxia                                                                   | Nein | Eine Marke von Kioxia                                                             | Nein                      |
| Optiarc                                | Vereinigte Staaten            | Nein                                                                      | Nein                                                                                    | Nein | Ja                                                                                | Nein                      |
| Other World Computing (OWC)            | Vereinigte Staaten            | Nein                                                                      | Nein                                                                                    | Nein | Ja                                                                                | Nein                      |
| Patriot Memory                         | Vereinigte Staaten            | Nein                                                                      | Nein                                                                                    | Nein | Ja                                                                                | Nein                      |
| PioData                                | Vereinigte Staaten            | Nein                                                                      | Nein                                                                                    | Nein | Ja                                                                                | Nein                      |
| PNY Technologies                       | Vereinigte Staaten            | Nein                                                                      | Nein                                                                                    | Nein | Ja                                                                                | Nein                      |
| Ritek (a.k.a. RiData)                  | Taiwan                        | Nein                                                                      | Nein                                                                                    | Nein | Ja                                                                                | Nein                      |
| Samsung Electronics                    | Südkorea                      | Zuvor verkaufte Samsung dieses Geschäft jedoch an Seagate                 | Ja                                                                                      | Ja | Ja                                                                                | Nein                      |
| SanDisk                                | Vereinigte Staaten            | Nein                                                                      | Früher, durch ein Joint Venture mit Toshiba                                             | Früher, durch ein Joint Venture mit Toshiba                                                                               | Früher, durch ein Joint Venture mit Toshiba                                       | Nein                      |
| Seagate Technology                     | Vereinigte Staaten und Irland | Ja                                                                        | Ja                                                                                      | Ja | Ja                                                                                | Nein                      |
| Silicon Power                          | Taiwan                        | Nein                                                                      | Nein                                                                                    | Nein | Ja                                                                                | Nein                      |
| SK hynix                               | Südkorea                      | Nein                                                                      | Ja                                                                                      | Ja | Ja                                                                                | Nein                      |
| STEC, Inc.                             | Vereinigte Staaten            | Nein                                                                      | Nein                                                                                    | Nein | Ja                                                                                | Nein                      |
| Strontium Technology                   | Singapur                      | Nein                                                                      | Nein                                                                                    | Nein | Ja                                                                                | Nein                      |
| Super Talent Technology                | Vereinigte Staaten            | Nein                                                                      | Nein                                                                                    | Nein | Ja                                                                                | Nein                      |
| Swissbit                               | Schweiz                       | Nein                                                                      | Ja                                                                                      | Nein | Ja                                                                                | Nein                      |
| TDK                                    | Japan                         | Nein                                                                      | Nein                                                                                    | Nein | Ja                                                                                | Nein                      |
| Texas Memory Systems                   | Vereinigte Staaten            | Nein                                                                      | Nein                                                                                    | Nein | Ja                                                                                | Ja                        |
| Toshiba                                | Japan                         | Ja                                                                        | Ausgegliedert in Kioxia                                                                 | Ausgliederung der Beteiligung an Flash Forward, einem Joint Venture zwischen SanDisk und sich selbst, an Kioxia.          | Ausgegliedert in Kioxia                                                           | Nein                      |
| Transcend Information                  | Taiwan                        | Nein                                                                      | Nein                                                                                    | Nein | Ja                                                                                | Nein                      |
| TwinMOS                                | Taiwan                        | Nein                                                                      | Nein                                                                                    | Nein | Ja                                                                                | Nein                      |
| Verbatim                               | Taiwan                        | Nein                                                                      | Nein                                                                                    | Nein | Ja                                                                                | Nein                      |
| Violin Memory                          | Vereinigte Staaten            | Nein                                                                      | Nein                                                                                    | Nein | Ja                                                                                | Ja                        |
| Virtium Solid State Storage and Memory | Vereinigte Staaten            | Nein                                                                      | Nein                                                                                    | Nein | Ja                                                                                | Nein                      |
| Western Digital                        | Vereinigte Staaten            | Ja                                                                        | Ja                                                                                      | Ja | Ja                                                                                | Nein                      |
| Wilk Elektronik                        | Polen                         | Nein                                                                      | Nein                                                                                    | Nein | Ja                                                                                | Nein                      |
| Zalman                                 | Südkorea                      | Nein                                                                      | Nein                                                                                    | Nein | Ja                                                                                | Nein                      |